# Paolo Savoldelli
Pour les articles homonymes, voir Savoldelli.
Paolo Savoldelli (né le 7 mai 1973 à Clusone, dans la province de Bergame, Lombardie) est un ancien coureur cycliste professionnel italien, qui a commencé sa carrière en 1996, dans l'équipe Roslotto-ZG Mobili.
Paolo Savoldelli est surnommé Il Falco (le faucon en italien) en référence à la vitesse à laquelle il descend les cols en montagne, il est considéré par beaucoup comme le meilleur descendeur cycliste du monde. C'est un coureur très complet, ce qui lui a permis de briller dans de nombreuses courses à étapes.

## Biographie
Passé professionnel en 1996 dans la modeste équipe Roslotto-ZG Mobili, Savoldelli s'annonce comme un coureur prometteur en remportant le Tour du Trentin en 1998, alors passé chez Saeco. Il remporte également la course l'année suivante, avant de se révéler au grand public lors du Giro 1999, terminant deuxième du classement final et remportant une étape de montagne. Après une victoire au Tour de Romandie 2000, on lui prédit, à 27 ans, un avenir flamboyant dans les Grands Tours. C'est malheureusement pour lui le début des infortunes : juste après ce succès, il se blesse au genou et doit renoncer au Giro. Il ne retrouvera la plénitude de ses moyens qu'au printemps 2002. Il prend alors le départ du Giro dans la peau d'un outsider et l'emporte à la surprise générale après une course mouvementée. Son succès sera terni par les affaires de dopage qui agitent l'épreuve : doivent en effet se retirer Gilberto Simoni et Stefano Garzelli, les deux principaux favoris de la course, pour un contrôle positif, un autre Italien, Dario Frigo, devient alors le favori de l'épreuve mais se retire pour « problèmes physiques ». Le maillot rose Cadel Evans est victime d'une terrible défaillance dans les Dolomites et laisse sa tunique à Paolo Savoldelli qui s'impose pour la première fois à Milan, sous les couleurs de la modeste formation Index-Alexia Aluminio, évoluant en deuxième division.
De 2003 à 2005, l'histoire change. S'ajoutent à son palmarès une kyrielle de blessures et de résultats très décevants, qui le relèguent, d'après la presse italienne, au rang d'étoile filante. Ses deux saisons dans l'équipe Telekom restent blanches et vides de tout succès. Mais en 2005, trois ans après sa victoire, Savoldelli renaît sur ce même Giro, étant passé dans l'équipe de Lance Armstrong, la Discovery Channel. Une nouvelle fois simple outsider au départ à Reggio de Calabre, Savoldelli se montre à la hauteur des favoris en montagne, avant de profiter de la terrible défaillance d'Ivan Basso dans le Stelvio, ce qui a sans doute aidé sa victoire finale. Savoldelli remporte tout de même le Giro avec la manière, et efface ses deux années noires. Il participe au Tour de France et remporte deux étapes, le contre-la-montre par équipes à Blois puis l'étape à Revel. 
En 2006, Savoldelli est comme tous les autres écrasé dans le Tour d'Italie par Ivan Basso qui survole l'épreuve. Il termine finalement cinquième, en remportant toutefois le classement du combiné.
En 2007, passé chez Astana, l'Italien ne se montre pas à la hauteur des espérances placées en lui dans sa course favorite. Il craque dans la haute montagne, pour terminer 12e du classement final, ayant tout de même remporté le dernier contre-la-montre à Vérone.
En 2008, il signe dans l'équipe LPR Brakes-Ballan. Il annonce sa retraite à la fin de cette saison.
Sur le Giro 2010, il suit la course pour la télévision italienne sur la moto de la RAI.
Fin mars 2014, plus de six ans après la fin de sa carrière cycliste, à la requête de l'UCI, le Comité national olympique italien réclame une suspension de deux ans et huit mois, pour avoir enfreint l'article 2.2  du Code mondial antidopage (« Usage ou tentative d’usage par un sportif d’une substance interdite ou d’une méthode interdite »), sur la base de « témoignage crédible de tierces personnes » (article 3.2), en l'occurrence le témoignage de son ancien coéquipier Thomas Danielson. Fin mai, n'ayant pu apporter la preuve de dopage, le Tribunal arbitral du CONI inflige une sanction minorée à Paolo Savoldelli. Le coureur est suspendu de licence pour six mois.

## Palmarès et résultats

### Palmarès professionnel
| - 1997 - 4e étape de l'Hofbrau Cup - 1998 - Tour du Trentin : - Classement général - 2e étape - 3e du Trophée Matteotti - 9e du Tour d'Italie - 1999 - Trofeo Laigueglia - Tour du Trentin : - Classement général - 1re étape - 14e étape du Tour d'Italie - 2e du Tour d'Italie - 4e du Tour de Romandie - 10e de la Flèche wallonne - 2000 - Tour de Romandie : - Classement général - Prologue - 3e étape du Tour du Trentin - 3e du Tour du Trentin - 2001 - Prologue et 2e étape du Tour de Romandie | - 2002 - Classement général du Tour d'Italie - 2005 - Tour d'Italie : - Classement général - 11e étape - 4e (contre-la-montre par équipes) et 17e étapes du Tour de France - 2006 - Tour d'Italie : - Vainqueur du classement du combiné - 1re étape (contre-la-montre) - Prologue du Tour de Romandie - 4e de Tirreno-Adriatico - 5e du Tour d'Italie - 2007 - 20e étape du Tour d'Italie (contre-la-montre) - Prologue du Tour de Romandie - 2e du Tour de Romandie - 2008 - 2e de la Semaine cycliste lombarde |  |

### Résultats sur les grands tours

#### Tour de France
6 participations
- 1996 : 33e
- 1999 : abandon (10e étape)
- 2000 : 41e
- 2005 : 25e, vainqueur des 4e (contre-la-montre par équipes) et 17e étapes
- 2006 : abandon (12e étape)
- 2007 : exclusion de l'équipe Astana (16e étape)

#### Tour d'Italie
10 participations
- 1997 : 13e
- 1998 : 9e
- 1999 : 2e, vainqueur de la 14e étape
- 2000 : 24e
- 2001 : 14e
- 2002 :  Vainqueur du classement général,  maillot rose pendant 4 jours
- 2005 :  Vainqueur du classement général, vainqueur de la 11e étape,  maillot rose pendant 8 jours
- 2006 : 5e,  vainqueur du  classement du combiné et de la 1re étape (contre-la-montre),  maillot rose pendant 2 jours
- 2007 : 12e, vainqueur de la 20e étape (contre-la-montre)
- 2008 : 15e

#### Tour d'Espagne
3 participations
- 1998 : abandon (11e étape)
- 2001 : abandon (11e étape)
- 2002 : non-partant (5e étape)

### Classements mondiaux
| Année              | 2005 | 2006 | 2007 | 2008 |
| ------------------ | ---- | ---- | ---- | ---- |
| Classement ProTour | 21e  | 26e  | 32e  |      |
| UCI Europe Tour    |      |      |      | 309e |